# Domingo Cabred
Domingo Felipe Cabred (Paso de los Libres, Corrientes, 20 de diciembre de 1859 - Buenos Aires, 22 de noviembre de 1929) fue un médico, psiquiatra y sanitario argentino que estableció en la localidad bonaerense de Open Door el primer establecimiento de tratamiento de alienados a puertas abiertas, de donde deriva el nombre de la localidad. Este tipo de colonia fue la primera en su tipo en América Latina.

## Estudios y primeros trabajos
Cabred se recibió como Doctor en Medicina en la Facultad de Medicina de la Universidad de Buenos Aires en 1881 con una tesis titulada Contribución al estudio de la locura refleja, especializándose en el tratamiento de los enfermos mentales, quienes en esa época eran llamados alienados. Escribió artículos y folletos acerca de enfermedades mentales, algunos en colaboración con Ángel Roffo y José Tiburcio Borda.
Cabred trabajó como practicante durante tres años en el Hospicio de Mujeres y posteriormente como médico interno en el Hospicio de las Mercedes, del cual fue director desde 1892. Fue aquí donde implementó nuevos tratamientos, y donde mejoró otros. Propuso la creación de un Curso de Clínica Psiquiátrica para la Facultad de Medicina de la Universidad de Buenos Aires. Éste fue creado en 1886, designándose a Lucio Meléndez como su director. Además, trabajó como profesor universitario a partir de 1887, al ganar un concurso, ascendiendo al cargo de profesor titular en 1892.

### Hospicio de las Mercedes
El Hospicio de las Mercedes fue un asilo para hombres fundado en 1863, que daba asistencia médica especializada a los enfermos mentales. Uno de sus directores fue el doctor Lucio Meléndez, quien le presentó en 1879 a la Municipalidad de Buenos Aires un proyecto para fundar una Colonia de Alienados en una finca, la cual estaba ubicada en la provincia; Meléndez propuso esta iniciativa con el objetivo de finalizar con el hacinamiento provocado por el exceso de enfermos mentales provenientes de las provincias. Estos eran abandonados en las calles de Buenos Aires y posteriormente recogidos por la policía, que los enviaba al hospicio. Algunos inmigrantes también eran internados, ya que llegaban con ilusiones y sus mentes se enajenaban, debido a la difícil supervivencia.
Cabred, quien sucedió a Meléndez como director del hospicio, logró el apoyo del también médico Eliseo Cantón, quien era diputado por la provincia de Tucumán. Cantón consiguió que en 1897 se aprobara la ley Nº 3.548, que ordenaba la creación de una Colonia Nacional de Alienados con sujeción a las reglas del nuevo sistema escocés de hospitalización y asistencia médica de los asilos de puertas abiertas Open Door.

## Representación de la Argentina

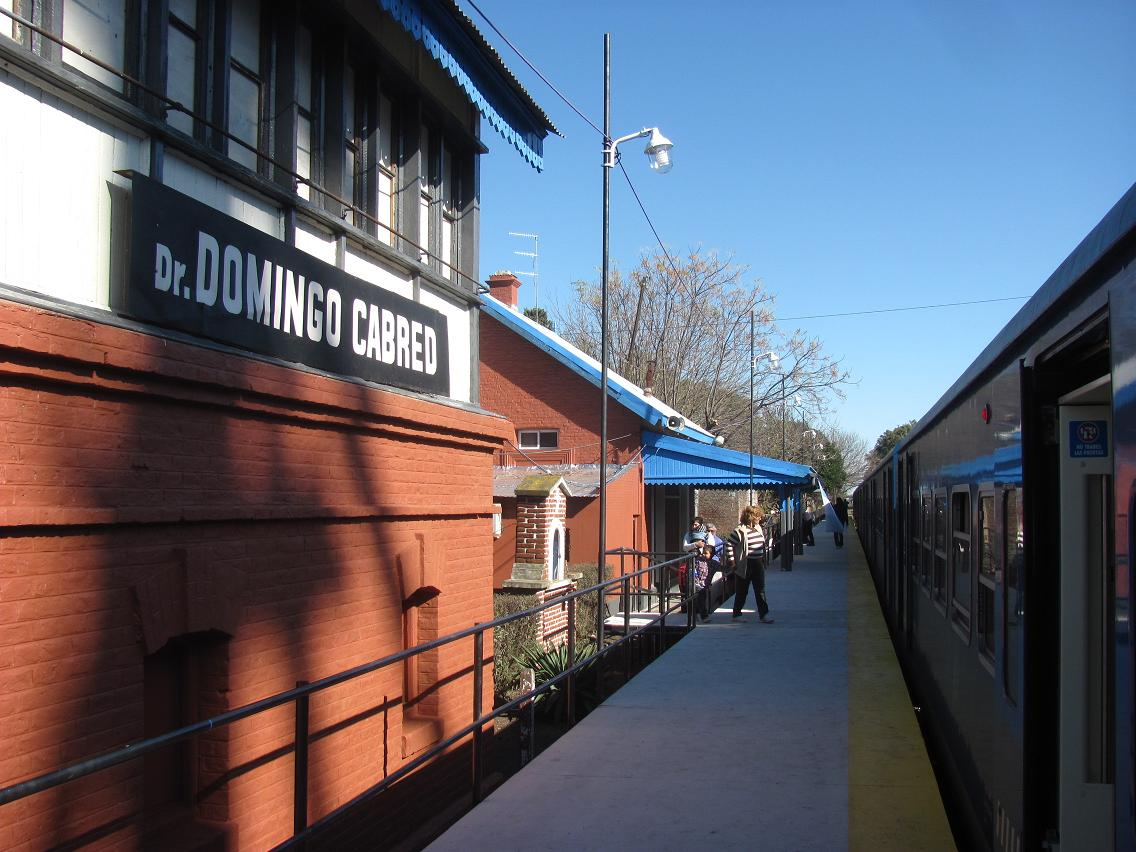
Vista de la Estación Dr. Domingo Cabred, en Open Door, partido de Luján.

Realizó viajes a Europa, donde estudió en universidades y clínicas en Alemania, Austria y Francia, además de representar a la Argentina en diferentes congresos y viajes de estudio. Así logró reconocimiento a nivel nacional e internacional.
En 1888, Cabred realizó un viaje por Europa en el que observó y estudió la organización y el funcionamiento de algunos hospicios del continente, como así también de los institutos para sordomudos. Un año más tarde, en 1889, fue el representante argentino en el Congreso Internacional de Medicina Mental, realizado en la ciudad de París; en este congreso fue nombrado con el cargo de Presidente de Honor.
Representó a su país en el Congreso Nacional de Antropología Criminal realizado en 1896 en Ginebra, Suiza. Fue allí donde propuso una moción, la cual fue aprobada, en la que sostenía que los alienados delincuentes, refiriéndose a aquellos enfermos mentales que hubieran cometido un delito, no debían ser alojados en secciones especiales de las cárceles, sino que debían ser tratados en hospicios y en instituciones especializadas. Esta idea propuesta por Cabred se mantiene vigente en la actualidad.
En consecuencia, Cabred creó un departamento con esas características en el Hospicio de las Mercedes, que sería el primero en su tipo en Sudamérica. En el año 1900 creó un Instituto de Psiquiatría, el cual fue posteriormente anexado a la Facultad de Medicina de la Universidad de Buenos Aires. Cabred era considerado como un neurólogo ilustre en los círculos científicos del ámbito nacional, siendo homenajeado en varias ocasiones. Una de ellas fue su nombramiento como miembro de honor del Departamento Nacional de Higiene.

## Obras

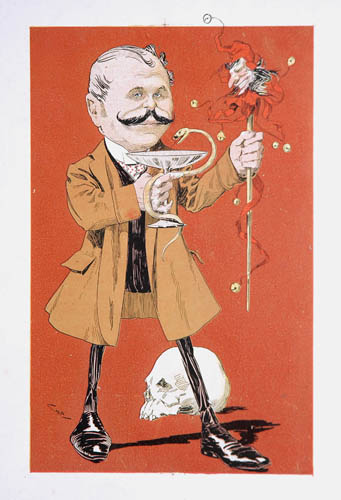
Caricatura de Cabred, realizada en 1902 por José María Cao para la revista Caras y Caretas.

### Liga Argentina de Lucha contra el Alcoholismo
En 1903, Cabred fundó la Liga Argentina de Lucha contra el Alcoholismo motivado por sus estudios realizados, en los que sostenía que el consumo excesivo de alcohol destruía y dañaba al hombre y a su personalidad.

### Colonia Nacional de Alienados
En 1899 fundó la Colonia Nacional de Alienados, generalmente conocida con el nombre de Colonia Nacional Psiquiátrica Dr. Domingo Felipe Cabred o Colonia Open Door, establecimiento en el cual los pacientes eran tratados a puertas abiertas, de donde deriva el nombre de la localidad de Open Door. El tratamiento se realizaba en un asilo abierto, el cual contaba con métodos muy avanzados para la época. Esta colonia fue la primera en su tipo en América Latina.
El establecimiento tenía su método de autoabastecimiento, ya que contaba con tambo, vivero, granja y quinta de hortalizas propios. Tras el asentamiento de la colonia se lotearon los primeros terrenos de la zona. Los productores de la región enviaban sus productos, principalmente leche y granos, por ferrocarril a Buenos Aires, e incluso abastecían a la colonia.
El libro Octavas Jornadas de Historia del Pensamiento Científico Argentino, publicado por la Fundación para el Estudio del Pensamiento Argentino e Iberoamericano, subraya que el doctor Cabred calificaba a los "métodos de corrección - encierro celular/ducha/chaleco de fuerza - de trilogía cruel y deprimente para la dignidad del hombre" y a "los implementados en el método Open Door - libertad/trabajo/bienestar físico y moral - de trilogía moderna, científica y humanitaria".

## Últimos años
Durante los últimos años de su vida, Cabred trabajó en el Hospicio de las Mercedes, donde escribió numerosos artículos e informes médico-legales relacionados con la psiquiatría, los cuales fueron publicados en revistas científicas. Algunos de ellos trataban sobre el estudio de las enfermedades en Europa; entre estos se destacan Memoria sobre los asilos de Italia, Memoria sobre la organización de los asilos de alienados en Inglaterra y Estudio sobre los asilos abiertos en Alemania. Cabred falleció en la ciudad de Buenos Aires el 27 de noviembre de 1929, a los 69 años.

## Publicaciones
Cabred escribió diecinueve publicaciones, entre las que se pueden hallar su tesis, algunos artículos y discursos y charlas para conferencias. Aquí se listan sus obras:
| Título | Tipo de trabajo | Editorial                         | Lugar        | Año  |
| --- | --------------- | --------------------------------- | ------------ | ---- |
| Contribución al estudio de la locura refleja                                                                        | Tesis           | Imp. La Nación                    | Buenos Aires | 1881 |
| Efectos terapéuticos de la estricnina en el alcoholismo                                                             |                 | S/D *                             | S/D          | S/D  |
| La edad en la parálisis general                                                                                     |                 | S/D                               | S/D          | S/D  |
| Memoria sobre la organización de los asilos de alienados en Inglaterra                                              |                 | S/D                               | S/D          | S/D  |
| Memoria sobre los asilos de Italia                                                                                  |                 | S/D                               | S/D          | S/D  |
| Memoria sobre los institutos de sordo-mudos en Francia                                                              |                 | S/D                               | S/D          | S/D  |
| Estudio sobre la clasificación de enfermedades mentales presentadas en el Congreso Internacional de Medicina Mental | Informe Oficial | S/D                               | París        | 1889 |
| Informe sobre el Congreso Nacional de Antropología Criminal                                                         | Informe         | S/D                               | Ginebra      | 1896 |
| Estudio sobre la enseñanza de la psiquiatría en Alemania                                                            |                 | S/D                               | S/D          | S/D  |
| Estudio sobre el "Open Door" y organización de los asilos abiertos en Escocia                                       |                 | S/D                               | S/D          | S/D  |
| Estudios sobre los asilos abiertos en Alemania                                                                      |                 | S/D                               | S/D          | S/D  |
| Discurso inaugural de la Colonia Nacional de Alienados                                                              | Discurso        | S/D                               | Buenos Aires | 1908 |
| Asile Colonie Régional de Retardés                                                                                  |                 | Imp. del Hospicio de las Mercedes | Buenos Aires | 1908 |
| Asilo Colonia Regional de Retardados                                                                                | Discurso        | Imp. del Hospicio de las Mercedes | Buenos Aires | 1908 |
| Asilo Colonia Regional de Alienados, Oliva, Provincia de Córdoba                                                    | Discurso        | Imp. del Hospicio de las Mercedes | Buenos Aires | 1908 |
| Alcoholismo. Sus causas en la República Argentina                                                                   | Conferencia     | Imp. del Hospicio de las Mercedes | Buenos Aires | 1913 |
| La enseñanza antialcohólica en la escuela                                                                           |                 | S/D                               | Buenos Aires | 1913 |
| El Instituto de Clínica de Psiquiatría de la Facultad de Ciencias Médicas de Buenos Aires                           |                 | Wiebeck-Turtl                     | Buenos Aires | 1913 |
| Nuevo Sanatorio Nacional de Tuberculosis "Santa María"                                                              | Discurso        | Imp. del Hospicio de las Mercedes | Buenos Aires | 1917 |

* S/D = Sin datos

## Homenajes
La Colonia Nacional de Alienados tiene como nombre actual el de Hospital Interzonal Psiquiátrico “Colonia Domingo Cabred”, en honor al fundador. En la ciudad de Córdoba existe un instituto de educación superior que lleva el nombre del médico. Además, la estación ferroviaria de Open Door lleva su nombre en su honor.
Una avenida de la localidad de Posadas lleva su nombre, ya que él fue el encargado de llevar a cabo la construcción del primer hospital regional en la provincia de Misiones.
Un barrio de la localidad de Temperley lleva el nombre de Villa Cabred en su honor, ya que poseía tierras en el área. La propiedad llevaba el nombre que el barrio lleva en la actualidad y en ella se encontraba el hipódromo de Temperley, el cual dejó de funcionar en 1927. Tras la muerte de Cabred en 1929, las tierras fueron loteadas, hecho que se repitió nuevamente en 1941 y en 1943; así, la propiedad quedó amanzanada y se comenzó su poblamiento, bajo el nombre de Villa Cabred. Un barrio de Paso de los Libres lleva su nombre, siendo también conocido como Barrio 132 viviendas.